# وولودیمیر تکاچنکو
وولودیمیر تکاچنکو (انگلیسی: Volodymyr Tkachenko؛ زادهٔ ۲۸ ژوئن ۱۹۶۵) شناگر اهل اتحاد جماهیر شوروی سوسیالیستی بود.